# Бороусово
Бороусово (рос. Бороусово) — присілок в Опочецькому районі Псковської області Російської Федерації.
Населення становить 15 осіб. Входить до складу муніципального утворення Болгатовська волость.

## Історія
Від 2015 року входить до складу муніципального утворення Болгатовська волость.

## Населення
| 2001 | 2002 | 2010 | 2013 | 2014 | 2015 | 2016 |
| ---- | ---- | ---- | ---- | ---- | ---- | ---- |
| 28   | ↘19  | ↘9   | ↗16  | ↘15  | ↘13  | ↗15  |